# دینکلزبول
شهر دینکلزبول در ایالت بایرن در کشور آلمان واقع شده است.

## نگارخانه

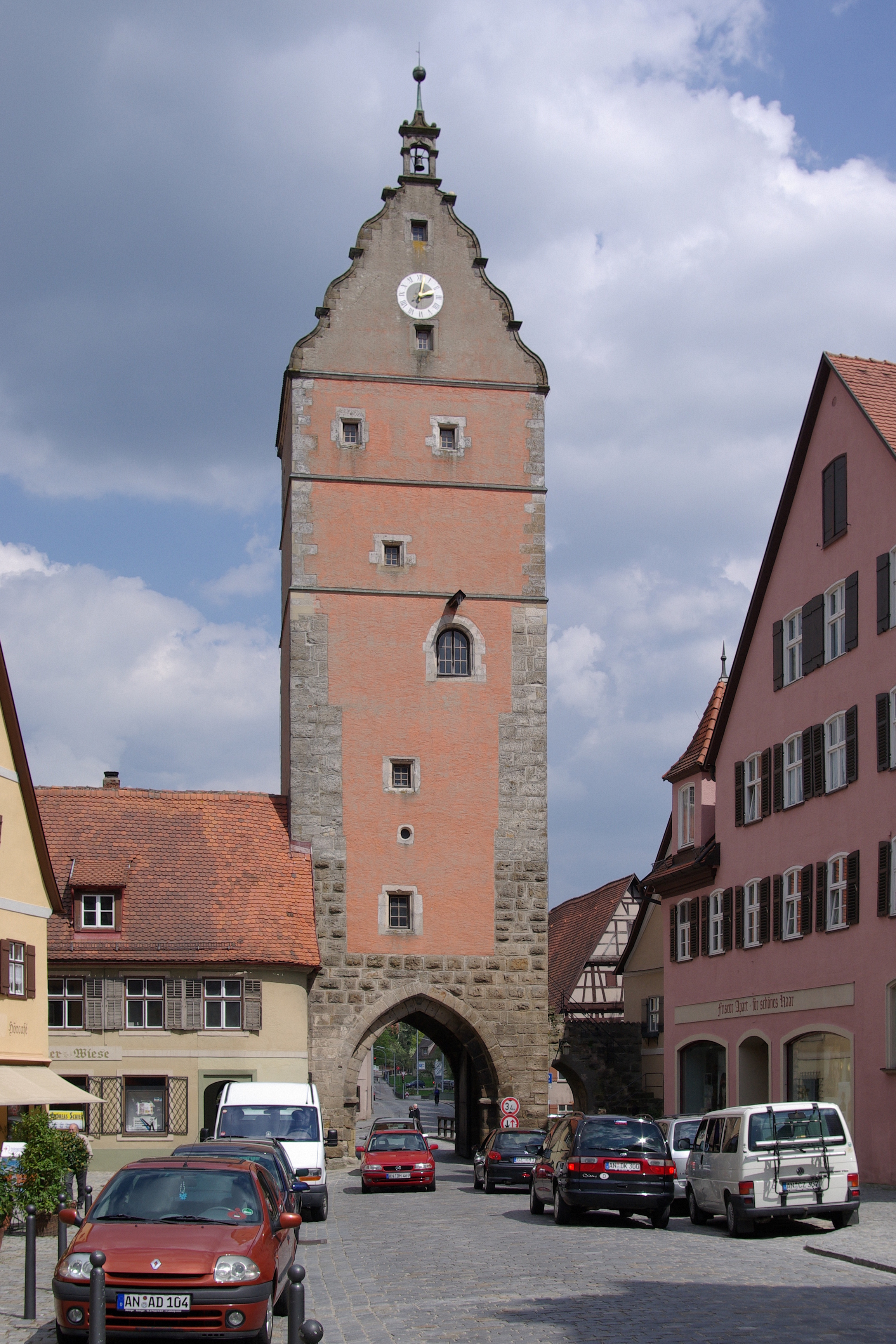
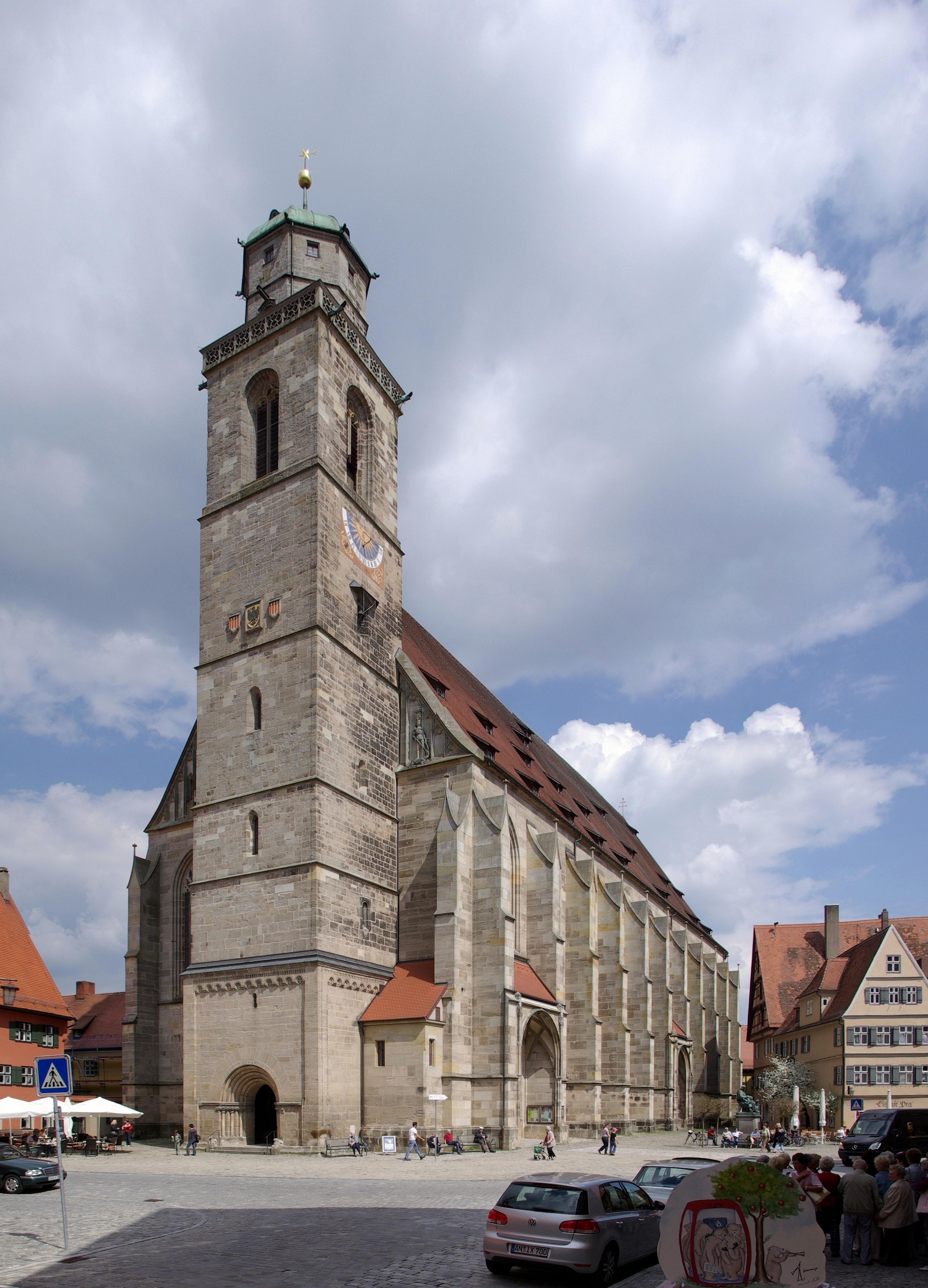
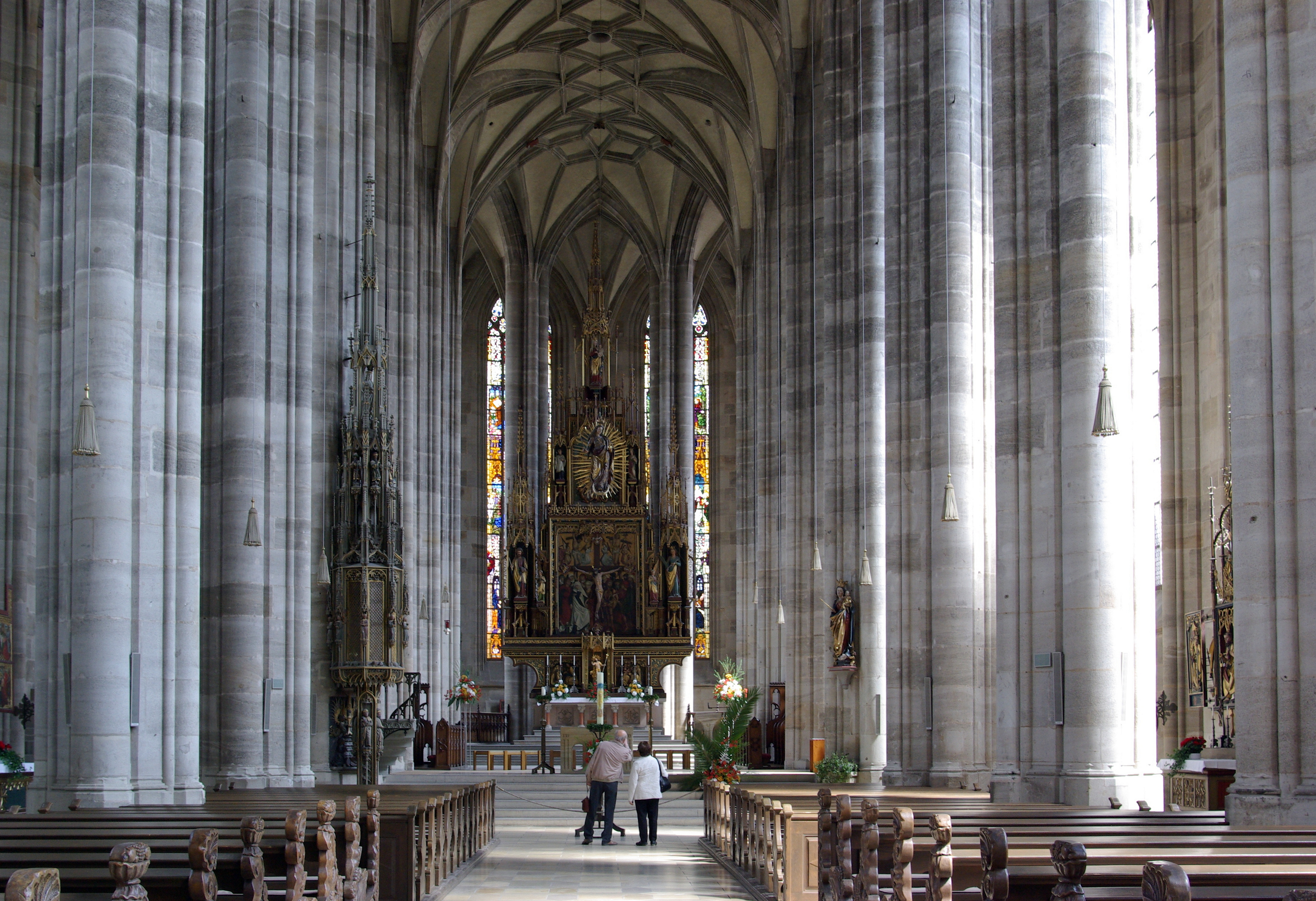
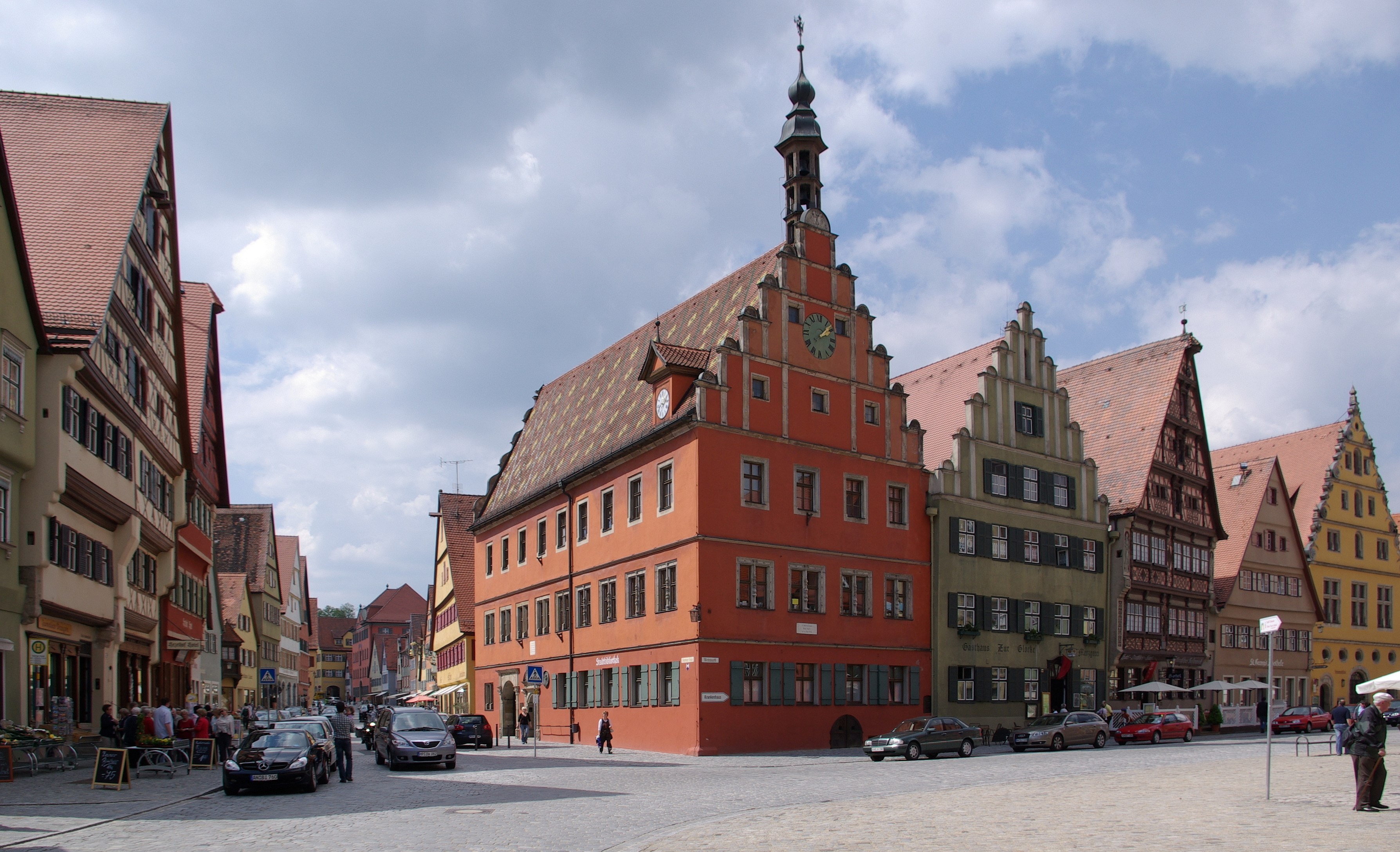
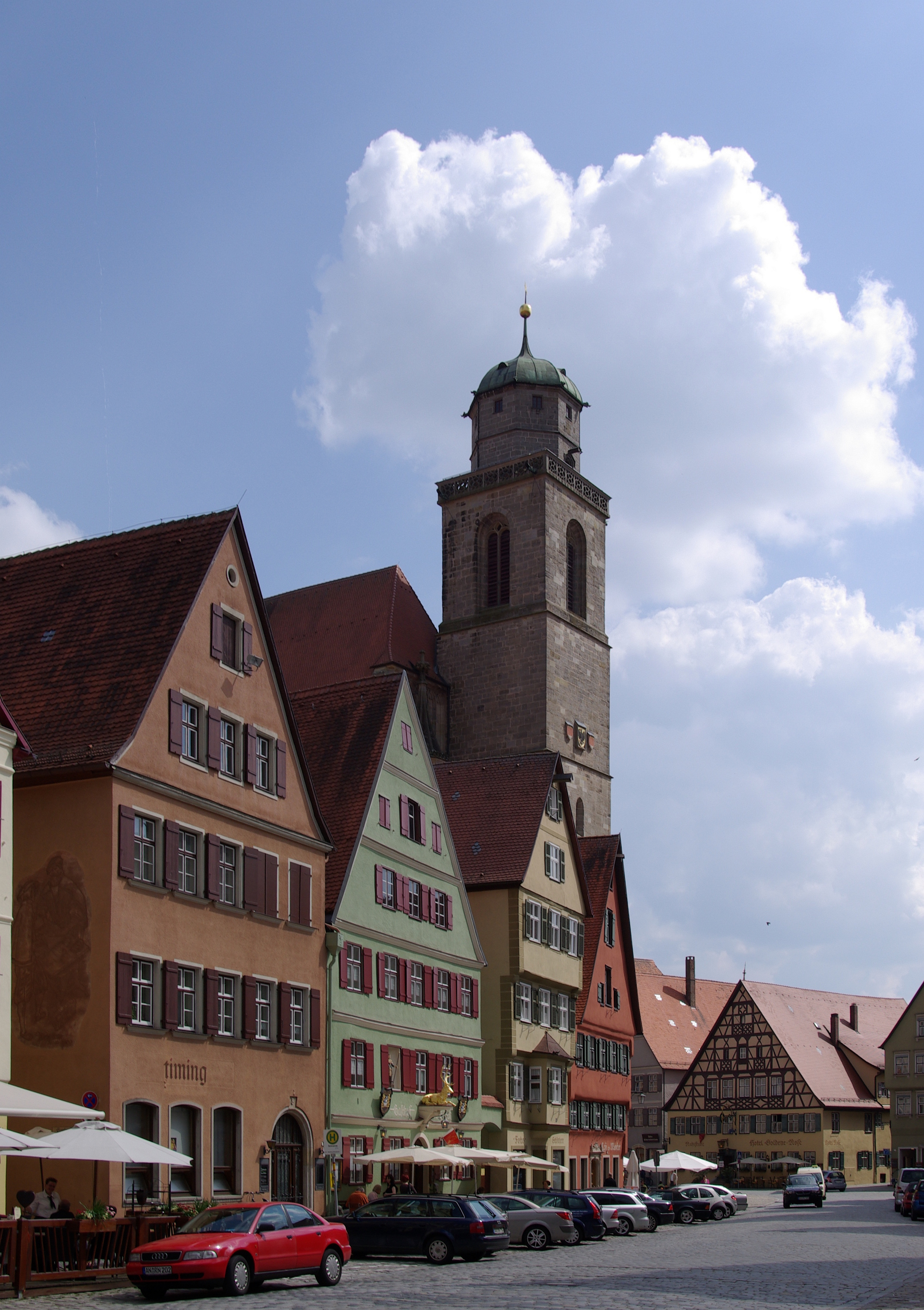
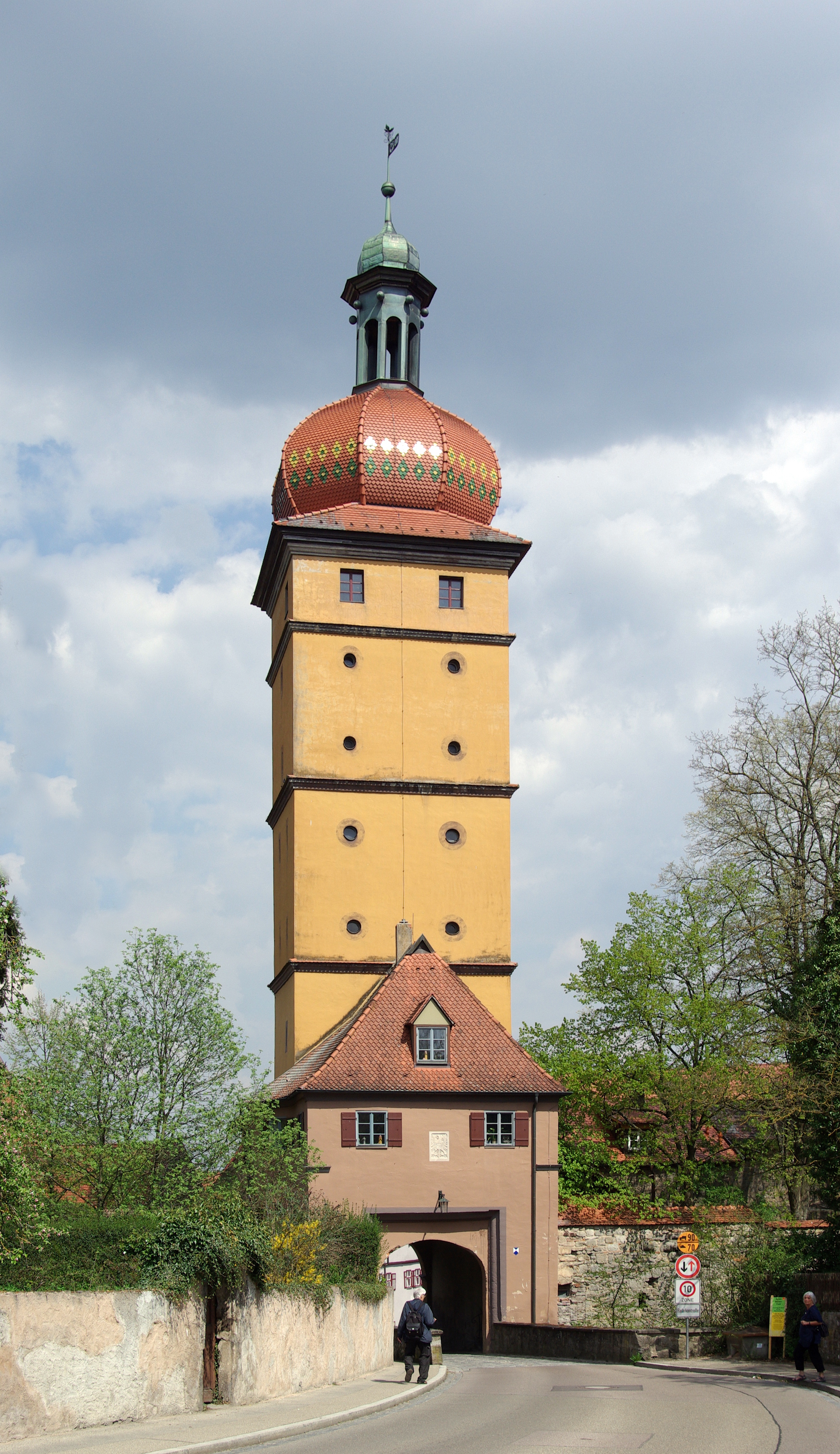
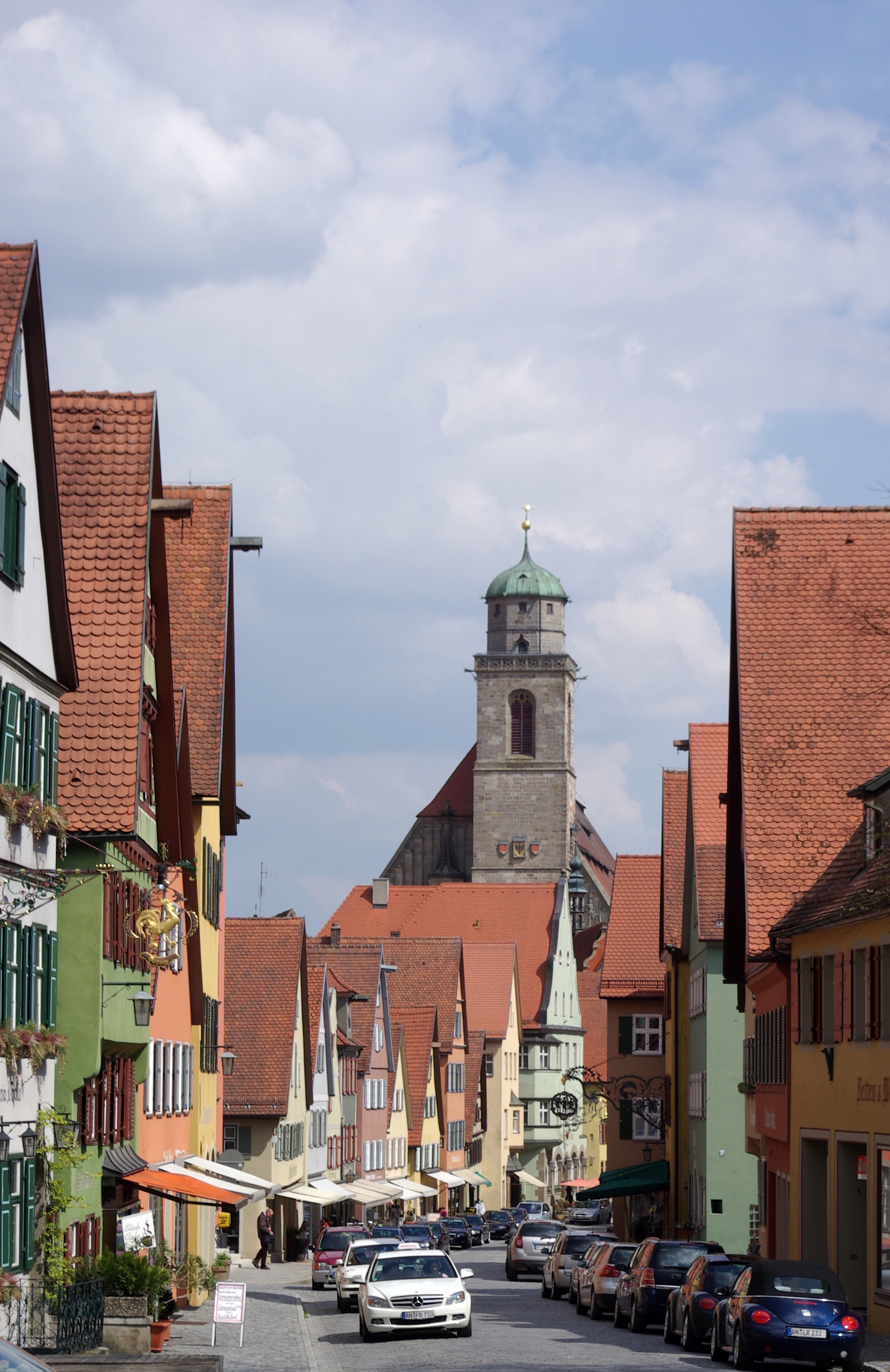
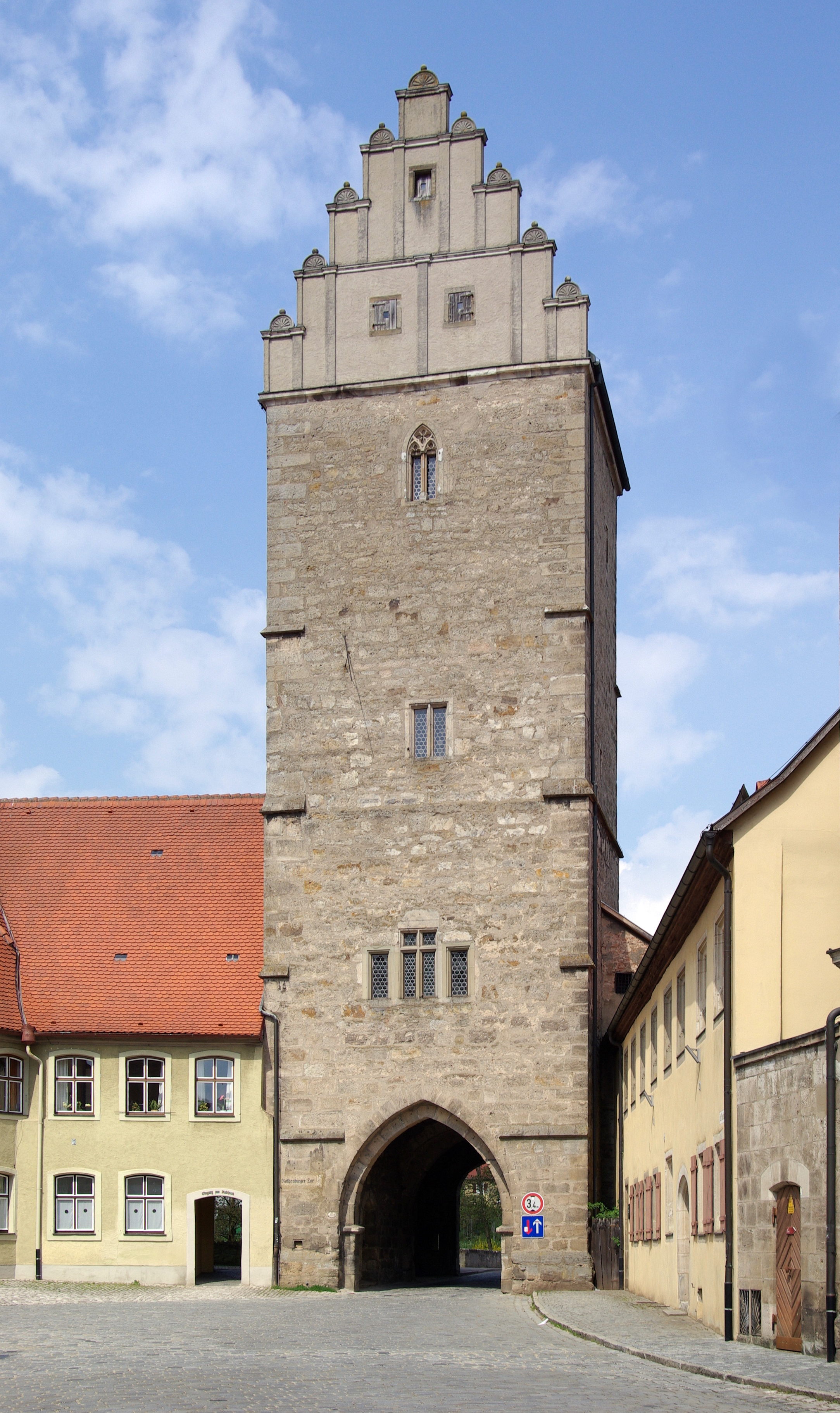
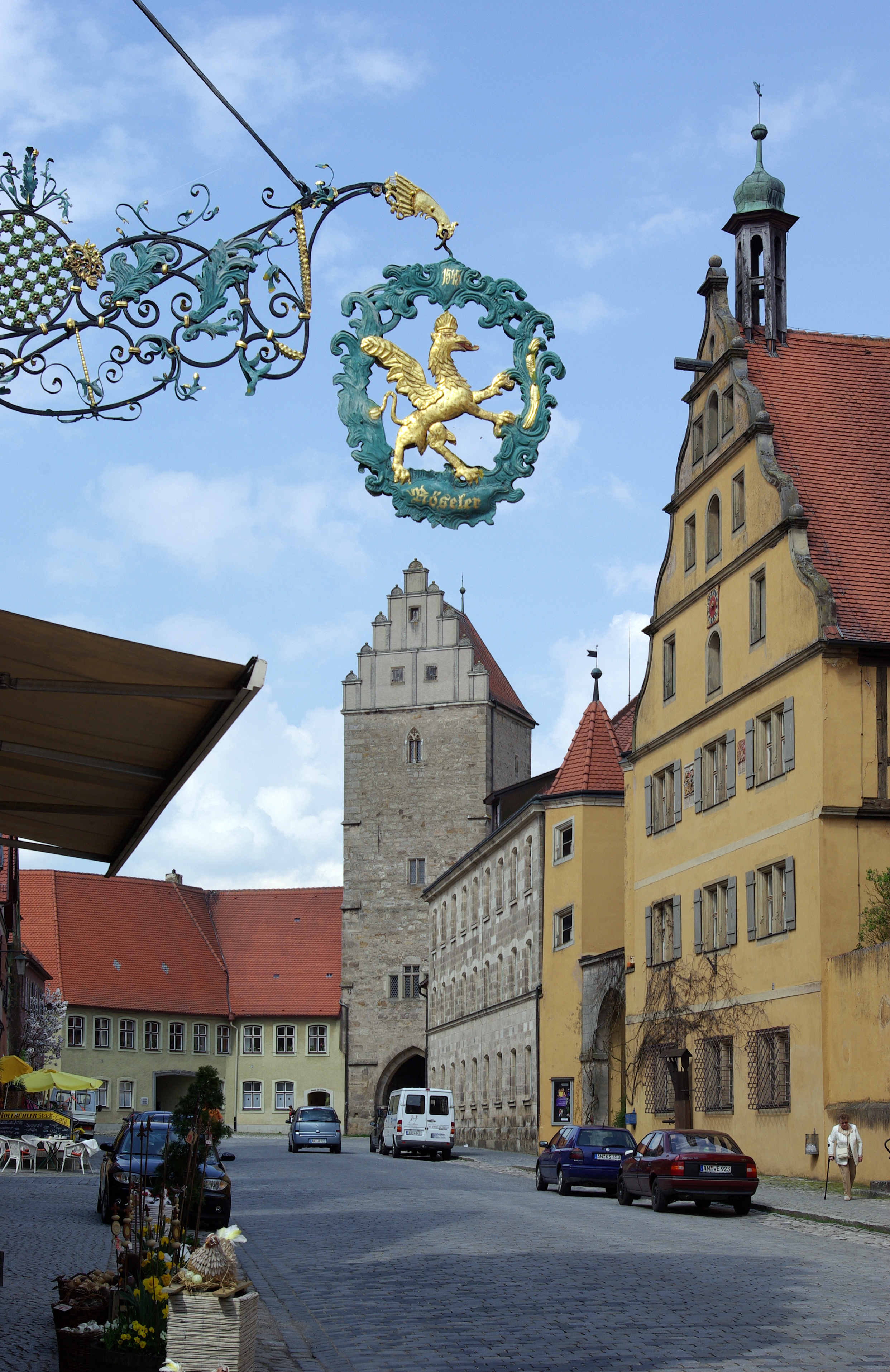
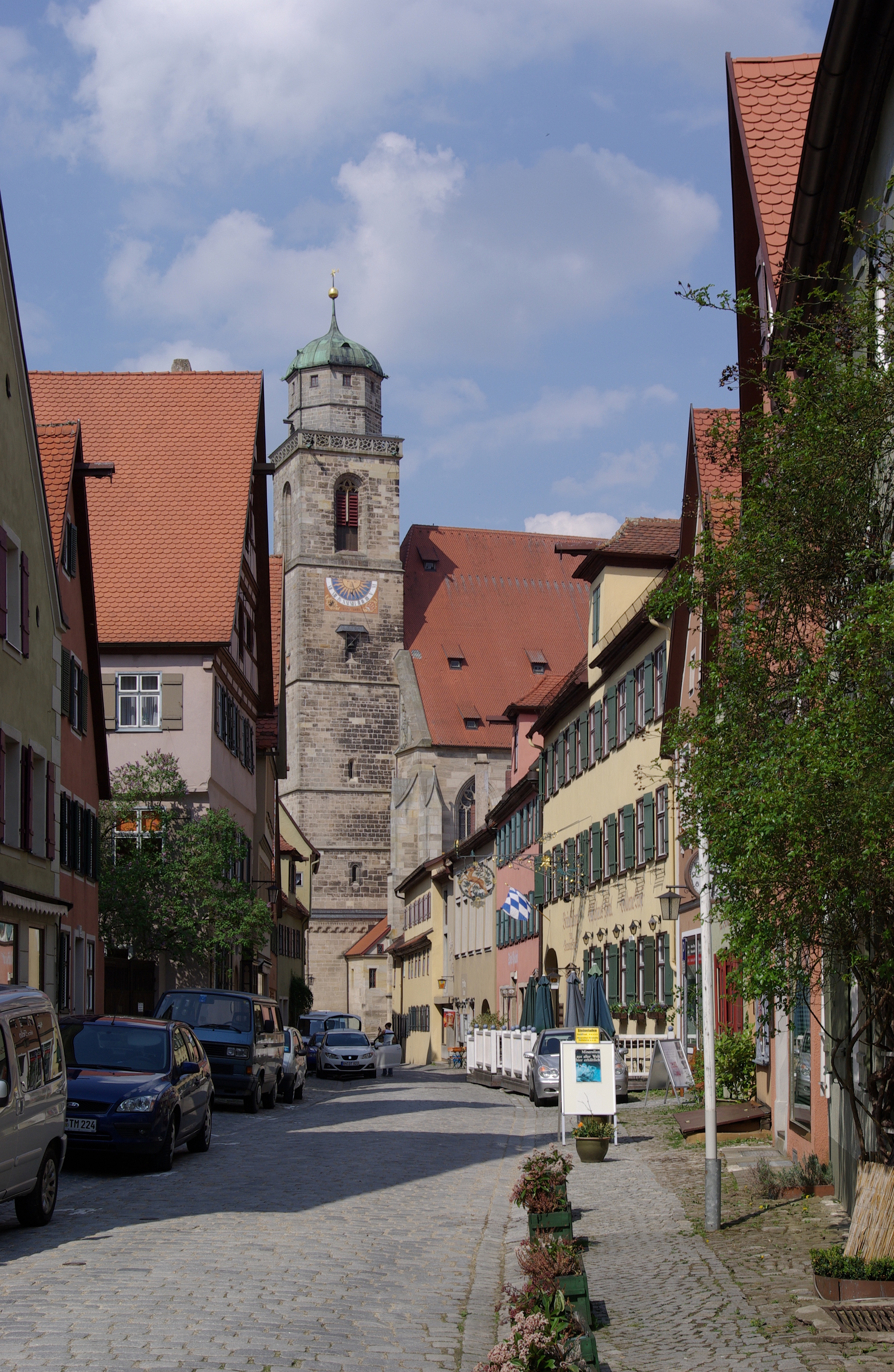
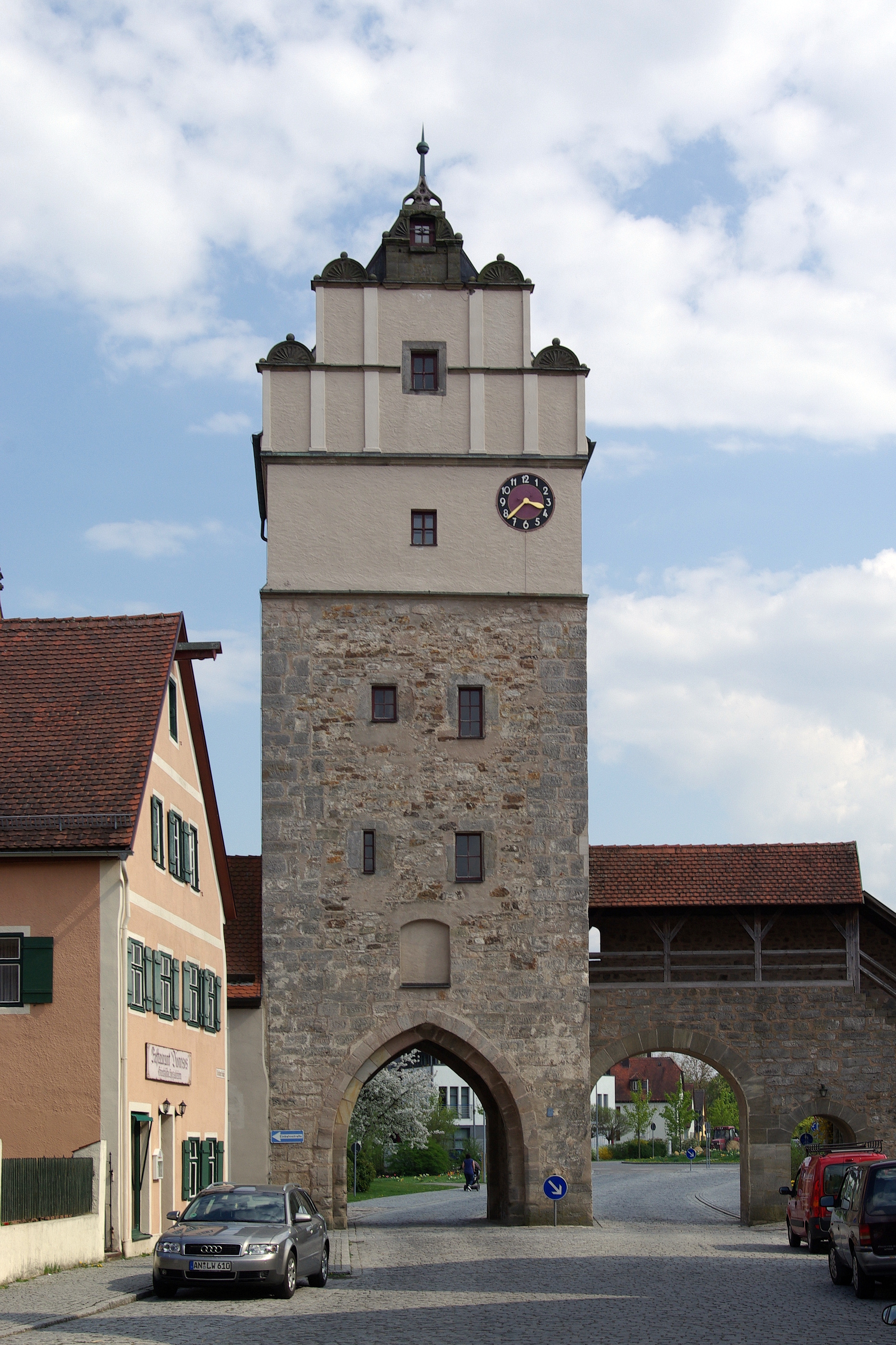
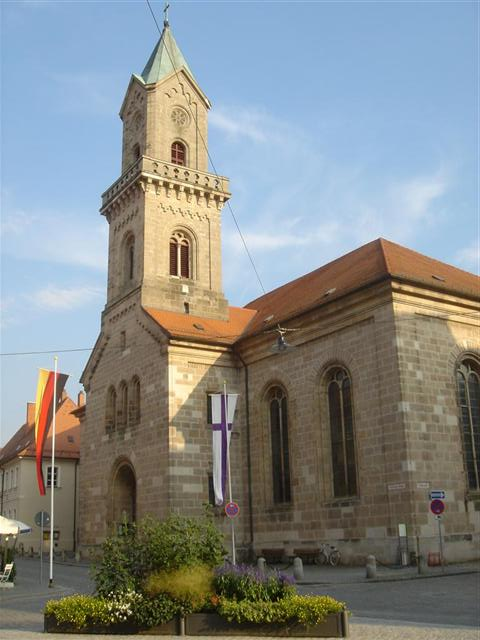